# Mas Faló
Mas Faló és una masia de Sant Mori (Alt Empordà) inclosa a l'Inventari del Patrimoni Arquitectònic de Catalunya. Situat al sud del nucli urbà de la població de Sant Mori, a tocar el terme municipal de la població de Saus, molt proper al torrent de Manyoletes, al Puig de Rodó.

## Descripció
Masia formada per diversos cossos adossats, disposats al voltant d'un espai de pati quadrat. La part destacable de l'edifici és la banda de migdia, formada per dos cossos adossats de planta rectangular. El principal presenta la coberta de dues vessants de teula i distribuït en planta baixa. La construcció, tot i que reformada, està bastida amb còdols i pedres desbastades disposades en filades regulars, amb maons. Les obertures són rectangulars i molt senzilles. A l'extrem de ponent n'hi ha una bastida en maons, mentre que a llevant hi ha una petita finestra d'arc rebaixat amb portella de fusta. El cos secundari està força més reformat que l'anterior. Té la coberta d'un sol vessant i està distribuït en planta baixa i dos pisos, tot i que el superior és un afegitó. No presenta cap element destacable digne de menció. Presenta la mateixa factura d'obra que el cos principal.